# Marcus Garvey Park
El Marcus Garvey Park és un parc de Manhattan, a Nova York, al barri de Harlem, al nord de l'illa. D'una superfície de 8,16 hectàrees, el parc interromp la Cinquena Avinguda, que és rellevada per la Mount Morris Park West al llarg del parc. Aquest darrer és vorejat pel carrer 120, el 124, i a l'oest per la Madison Avenue.
El parc es deia originalment Mount Morris Park, en referència al barri veí de Mount Morris. Però va ser reanomenat el 1973 en memòria de Marcus Garvey durant el mandat de John Lindsay. Marcus Garvey, membre del  Moviment rastafari i que era a la vegada editor, periodista i empresari havia treballat a favor del panafricanisme, i fundat l'Universal Negro Improvement Association and African Communities League (UNI TÉ-ACL) el que explica la seva influència a un barri on els afroamericans representen la població més important. El parc va ser obert al públic el 1840, però formava part del Commissioners' Plan de 1811 que en preveia la urbanització.
Les instal·lacions del parc comprenen el Pelham Fritz Recreation Center i un amfiteatre, ambdós a la part oest del parc, a l'altura del carrer 122. Al nord, una piscina i dos terrenys de joc permeten als nens, incloent-hi aquells amb mobilitat reduïda de distreure's. Va ser construit el 1993. Un terreny de la Little League de baseball ocupa a més a més la cantonada sud-oest del parc.